# Hotet från underjorden 5
Hotet från underjorden 5 är en amerikansk actionkomedi från 2015 i regi av Don Michael Paul, utgiven Direkt till video. Den baseras på föregångarna i serien, men händelserna i filmen utspelar sig efter Hotet från underjorden 3.
Burt Gummer (Michael Gross) har nu en egen överlevnadsshow på TV. Den äger rum i den lilla gruvbyn Perfection i Nevada. Travis Welker (Jamie Kennedy) dyker upp och ersätter Burts ordinarie kameraman. Travis berättar att han vill expandera Burts varumärke, som gjorts populärt tack vare TV-serien. Travis säger att han kommer från Florida, där Burt tycks ha ett förflutet.
Plötsligt dyker Erich Van Wyk från "South African Wildlife Ministry" upp och ber Burt att han ska hantera några monster som dykt upp igen, den här gången i Sydafrika. Då Sydafrikas vapenlagar är annorlunda, konfiskeras Burts arsenal och han har endast mindre handeldvapen att tillgå. Johan Dreyer (Brandon Auret) har emellertid bedövningspilar, då de vill fånga ett levande monster.

## Rollista (urval)
| Michael Gross | – Hiram Gummer         |
| Jamie Kennedy | – Travis Welker        |
| Perl Thusi    | – Doktor Nandi Montabu |
| Daniel Janks  | – Erick Van Wyk        |
| Brandon Auret | – Johan Dreyer         |